# Ал Капоне
Алфонс Габријел Ал Капоне (енгл. Alphonse Gabriel "Al" Capone; Њујорк, 17. јануар 1899 — Мајами Бич, 25. јануар 1947) био је амерички гангстер и бизнисмен италијанског порекла који је стекао славу током прохибиције у САД као саоснивач и шеф чикашке мафије. Његова седмогодишња владавина као шеф организације организованог криминала завршила је када је имао 33 године.

## Биографија
Алфонс Габријел Капоне је рођен, као четврто дете италијанске емигрантске породице, 17. јануара 1899. године у Бруклину. Његови родитељи су били италијански имигранти Габриел Капоне (1865–1920) и Тереза Капоне (девојачки Рајола; 1867–1952). Његов отац је био берберин, а његова мајка је била шваља. Обоје су рођени у Ангри, граду у округу Селерно. Још као мали је показао склоност ка агресији. Са 14 година, после физичког обрачуна са наставником, напустио је школу и придружио се локалној уличној банди. Ту је упознао гангстера Џонија Торија. У једној од уличних туча задобио је велики ожиљак на левој страни лица, по којем је постао познат као „Лице са ожиљком“ (Скарфејс; енг. Scarface). Пошто га је њујоршка полиција тражила због убиства полицајца, побегао је Џонију Торију у Чикаго, који је тамо преместио свој посао.
Ториова банда је радила за великог мафијаша Дајмона Џима Колосима. Препознавши у њему огроман таленат за послове подземља, Џони Торио је постао Капонеов ментор. Успоном на лествици хијерархије Ал је постао други човек банде, која је своје пословање усмерила на коцкање и проституцију.
После увођења закона о забрани точења и дистрибуције алкохола, Торио је покушао да наговори Колосима да кријумчаре алкохол, али Колосимо није пристао. На Ториов наговор, Капоне је убио Колосима и њих двојца су покренула кријумчарење лошег алкохола чикашким крчмама. То им је успевало због корупције, неки од његових снабдевача, па и сам Капоне, имали су добре везе у полицији.
У тадашње време, чикашко подземље било је подељено на две гангстерске групе. Једна је била банда Џонија Торија, а друга Чарлса Дајона, гангстера који је кријумчарио квалитетан виски. Торио и Капоне су успели да ликвидирају Дајона. После неколико неуспешних атентата, Џони Торио је побегао из Чикага у Италију, где се „пензионисао“, поневши са собом 50 милиона долара, а Ал Капонееу је оставио комплетан посао.
Дана 14. фебруара 1929. године (на Дан заљубљених) Капоне је извршио, највероватније највећи, масакр у историји америчког подземља. Са члановима своје банде је током једне вечери поубијао готово све чланове супарничке гангстерске групе. У покушају да поправи углед свог, у јавности озлоглашеног имена, организовао је добротворне акције за децу у чикашким основним школама. Неке од ових акција су потрајале и после његове смрти.
Иако једва, постављен је на Еф-Би-Ајеву листу тражених особа, а 1931. године ухапшен је због утаје пореза. Према пресуди суда платио је 30.000 долара казне (у тадашње време огроман новац, али ипак ситница за Капонеа). Оно што га је више погодило јесте казна од једанаест година робије.
Првобитно је био затворен у затвору Атланта, али је и даље успевао да организује свој посао. Због тога је пребачен у злогласни затвор Алкатраз, где му је забрањен било какав контакт са спољним светом. У таквим условима је почео да губи здрав разум. Чак је и причао да га прогони дух извесног Џејмса Кларка, жртве масакра почињеног на Дан заљубљених.
Ментално болестан, па чак и физички нарушеног здравља због поодмаклог стадијума нелеченог сифилиса, бива смештен у Балтиморску менталну институцију, а касније на кућно лечење. Умро је 25. јануара 1947. године у својој кући на Флориди.

## Каријера

### Њујорк Сити
Капоне се у почетку укључио у мале банде као што су Џуниор Форти Тивс и Бовери Бојс. Затим се придружио Бруклин Риперсима, а потом и моћној Фајв Појнтс банди са седиштем у Доњем Менхетну. За то време, био је запослен и под менторством колеге рекеташа Френкија Јејла, бармена у плесној сали и салону на Кони Ајленду под називом Харвард Ин. Капоне је нехотице увредио једну жену док је отварао врата, а њен брат Френк Галучио га је три пута посекао ножем по левој страни лица; ране су довеле до надимка „Лице са ожиљком“, којег се Капоне гнушао. Датум када се то догодило је наведен са недоследностима. Када би се Капоне фотографисао, сакрио би леву страну лица са ожиљцима, рекавши да су то ратне повреде. Његови најближи пријатељи су га звали „Снорки“, што је израз за кицоша.

### Пресељење у Чикаго
Капоне је 1919. године отишао из Њујорка у Чикаго на позив Џонија Торија, кога је шеф криминала Џејмс „Велики Џим“ Колосимо увезао као извршитеља. Капоне је почео у Чикагу као избацивач у јавној кући, где се највероватније заразио сифилисом. Капоне је био свестан да је заражен у раној фази и благовремена употреба салварсана је вероватно могла да излечи инфекцију, али он очигледно никада није тражио лечење. Године 1923, купио је малу кућу у 7244 Саут Прери авенији у насељу Парк Манор на јужној страни града за 5.500 долара. Према Чикаго Дејли Трибјуну, отмичар Џо Хауард је убијен 7. маја 1923. године након што је покушао да се умеша у посао са кријумчареним пивом Капоне-Торио. У првим годинама ове деценије, његово име је почело да се појављује на новинским спортским страницама, где је описан као промотер бокса. Торио је преузео Колосимово криминално царство након његовог убиства 11. маја 1920. године, у које се сумњало да је Капоне умешан.
Торио је био на челу у суштини италијанске организоване криминалне групе која је била највећа у граду, са Капонеом као његовом десном руком. Он је био опрезан да не буде увучен у ратове банди и покушао је да успостави територијалне споразуме између ривалских криминалних група. Мања група Норт Сајд коју је предводио Дин О'Банион била је под притиском браће Џена који су били у савезу са Торијем. О'Банион је открио да Торио није био од помоћи у задирању Џена на северну страну, упркос његовим претензијама да буде решавач спорова. Судбоносним кораком, Торио је организовао убиство О'Баниона у својој цвећари 10. новембра 1924. Тиме је Хајми Вајс постављен на чело банде, коју су подржавали Винсент Дручи и Багс Моран. Вајс је био близак пријатељ са О'Банионом, а Норт Сајдери су као свој приоритет имали освету његовим убицама.
Ал Капоне је био чест посетилац Рајмабија у Монтиглу у Тенесију, „када је путовао између Чикага и свог имања на Флориди у Мајамију.“
Током прохибиције у Сједињеним Државама, Капоне је био у вези са кријумчарима у Канади, који су му помогли да прокријумчари алкохол у САД. Када су Капона питали да ли познаје Рока Перија, који је проглашен за канадског „краља кријумчара“, он је одговорио: „Зашто, не знам ни у којој улици је Канада.“ Други извори, међутим, тврде да је Капоне свакако посећивао Канаду, где је имао нека скровишта, мада Краљевска канадска коњичка полиција наводи да нема „доказа да је икада крочио на канадско тле“.